# Gmina Svendborg (1970–2006)
Gmina Svendborg (duń. Svendborg Kommune) była w latach 1970–2006 (włącznie) jedną z gmin w Danii w okręgu Fionii (Fyns Amt). 
Siedzibą władz gminy było miasto Svendborg. 
Gmina Svendborg została utworzona 1 kwietnia 1970 na mocy reformy podziału administracyjnego Danii. Po kolejnej reformie w 2007 r. weszła w skład nowej gminy Svendborg.

## Dane liczbowe
- Liczba ludności: (♀ 21 190 + ♂ 21 965) = 43 155
  - wiek 0-6: 7,6%
  - wiek 7-16: 12,3%
  - wiek 17-66: 65,5%
  - wiek 67+: 14,6%
- zagęszczenie ludności: 250,9 osób/km² (2004)
- bezrobocie: 6,1% osób w wieku 17-66 lat
- cudzoziemcy z UE, Skandynawii i USA: 100 na 10 000 osób
- cudzoziemcy z krajów Trzeciego Świata: 297 na 10 000 osób
- liczba szkół podstawowych: 11 (liczba klas: 232)